# Eudactylina longispina
Eudactylina longispina is een eenoogkreeftjessoort uit de familie van de Eudactylinidae. De wetenschappelijke naam van de soort is voor het eerst geldig gepubliceerd in 1936 door Bere.